# Jolanshoy McDowall
Jolanshoy McDowall (sinh ngày 21 tháng 8 năm 1989) là một hậu vệ bóng đá, thi đấu cho Saint Vincent và Grenadines và U-20 Saint Vincent và Grenadines.
Anh đến từ một thị trấn nhỏ ở St. Vincent tên là Layou.

## Sự nghiệp quốc tế
McDowall ra mắt cho đội tuyển quốc gia Saint Vincent và Grenadines vào tháng 9 trong trận đấu tại Cúp bóng đá Caribe 2008 trước Martinique.